# 抉擇 (林子祥專輯)
《抉擇》是香港歌手林子祥在香港發行的第二張粵語專輯。主打曲《抉擇》是無線電視劇《抉擇》主題曲，使走歐美文化歌調的林子祥成功進入香港樂壇，亦奠定他至後在香港樂壇地位。這首專輯有不少金曲。

## 曲目
1. 抉擇 顧嘉煇曲 黃霑詞 1979年無線電視劇《抉擇》主題曲
2. 成吉思汗 Ralph Siegel曲 鄭國江詞
3. 原野是我家 鄭國江詞
4. 漫漫長路上 黃霑詞
5. 點解娶老婆 林子祥曲 黃霑詞
6. 莫再為名氣 鄭國江詞
7. 蝶變 顧嘉煇曲 盧國沾詞 電影《蝶變》主題曲
8. 我要走天涯 Peter Yarrow曲 鄭國江詞
9. 好媽媽 鄭國江詞
10. 落難天使 顧嘉煇曲 鄭國江詞 無線電視劇《落難天使》主題曲
11. 快樂苗 鄭國江詞
12. YMCA好知己 Jacques Morali曲 黃霑詞